# Medalla Copley
La medalla Copley és el major reconeixent al treball científic, en qualsevol dels seus camps, atorgada per la Royal Society. A més a més és el guardó més antic, ja que la primera medalla es va concedir el 1731.
El premi es va crear després d'una donació a la Real Society de 100 lliures per part de Sir Godfrey Copley un pròsper terratinent de Sprotbrough, prop de Doncaster, que va ser elegit membre de la Societat el 1691.
Els premiats, que en anys consecutius alternaven entre ciències físiques i biològiques, són elegits pels membres de la Society.

## Premiats
1730-1749 - 1750-1799 - 1800-1849 - 1850-1899 - 1900-1949 - 1950-1999 - 2000-
| 1731 Stephen Gray 1732 Stephen Gray 1734 John Theophilus Desaguliers 1736 John Theophilus Desaguliers 1737 John Belchier 1738 James Valoue 1739 Stephen Hales 1740 Alexander Stuart 1741 John Theophilus Desaguliers 1742 Christopher Middleton 1743 Abraham Trembley 1744 Henry Baker 1745 William Watson 1746 Benjamin Robins 1747 Gowin Knight 1748 James Bradley 1749 John Harrison 1750 George Edwards 1751 John Canton 1752 John Pringle 1753 Benjamin Franklin 1754 William Lewis 1755 John Huxham 1757 Charles Cavendish 1758 John Dollond 1759 John Smeaton 1760 Benjamin Wilson 1764 John Canton 1766 William Brownrigg, Edward Delaval i Henry Cavendish 1767 John Ellis 1768 Peter Woulfe 1769 William Hewson 1770 William Douglas Hamilton 1771 Matthew Raper 1772 Joseph Priestley 1773 John Walsh 1775 Nevil Maskelyne 1776 James Cook 1777 John Mudge 1778 Charles Hutton 1780 Samuel Vince 1781 William Herschel 1782 Richard Kirwan 1783 John Goodricke i Thomas Hutchins 1784 Edward Waring 1785 William Roy 1787 John Hunter 1788 Charles Blagden 1789 William Morgan 1791 James Rennell i Jean-André Deluc (John Andrew de Luc) 1792 Benjamin Thompson, Conde de Rumford 1794 Alessandro Volta 1795 Jesse Ramsden 1796 George Atwood 1798 George Shuckburgh i Evelyn Charles Hatchett 1799 John Hellins | 1800 Edward Charles Howard 1801 Astley Paston Cooper 1802 William Hyde Wollaston 1803 Richard Chenevix 1804 Smithson Tennant 1805 Humphry Davy 1806 Thomas Andrew Knight 1807 Everard Home 1808 William Henry 1809 Edward Troughton 1811 Benjamin Collins Brodie 1813 William Thomas Brande 1814 James Ivory 1815 David Brewster 1817 Henry Kater 1818 Robert Seppings 1820 Hans Christian Orsted 1821 Edward Sabine i John Herschel 1822 William Buckland 1823 John Pond 1824 John Brinkley 1825 François Arago i Peter Barlow 1826 James South 1827 William Prout i Henry Foster 1831 George Biddell Airy 1832 Michael Faraday i Simeon Poisson 1834 Giovanni Plana 1835 William Snow Harris 1836 Jöns Jacob Berzelius i Francis Kiernan 1837 Antoine César Becquerel i John Frederic Daniell 1838 Carl Friedrich Gauss i Michael Faraday 1839 Robert Brown 1840 Justus von Liebig 1841 Georg Ohm 1842 James MacCullagh 1843 Jean-Baptiste Dumas 1844 Carlo Matteucci 1845 Theodor Schwann 1846 Urbain Le Verrier 1847 John Herschel 1848 John Couch Adams 1849 Roderick Murchison 1850 Peter Andreas Hansen 1851 Richard Owen 1852 Alexander von Humboldt 1853 Heinrich Wilhelm Dove 1854 Johannes Peter Müller 1855 Léon Foucault 1856 Henry Milne-Edwards 1857 Michel Eugène Chevreul 1858 Charles Lyell 1859 Wilhelm Weber 1860 Robert Wilhelm Bunsen 1861 Louis Agassiz 1862 Thomas Graham 1863 Adam Sedgwick 1864 Charles Darwin 1865 Michel Chasles 1866 Julius Plücker 1867 Karl Ernst von Baer 1868 Charles Wheatstone 1869 Henri Victor Regnault 1870 James Prescott Joule 1871 Julius Robert von Mayer 1872 Friedrich Woehler 1873 Hermann Helmholtz 1874 Louis Pasteur 1875 August Wilhelm Hofmann 1876 Claude Bernard 1877 James Dwight Dana 1878 Jean Baptiste Boussingault 1879 Rudolf Clausius 1880 James Joseph Sylvester 1881 Charles Adolphe Würtz 1882 Arthur Cayley 1883 William Thomson, Lord Kelvin 1884 Carl Ludwig 1885 Friedrich August Kekulé von Stradonitz 1886 Franz Ernst Neumann 1887 Joseph Dalton Hooker 1888 Thomas Henry Huxley 1889 George Salmon 1890 Simon Newcomb 1891 Stanislao Cannizzaro 1892 Rudolf Virchow 1893 George Gabriel Stokes 1894 Edward Frankland 1895 Karl Weierstrass 1896 Karl Gegenbaur 1897 Rudolph Albert von Kölliker 1898 William Huggins 1899 Lord Rayleigh | 1900 Marcellin Pierre Eugène Berthelot 1901 Willard Gibbs 1902 Lord Lister 1903 Eduard Suess 1904 William Crookes 1905 Dmitri Mendeléiev 1906 Elias Metchnikoff 1907 Albert Abraham Michelson 1908 Alfred Russel Wallace 1909 George William Hill 1910 Francis Galton 1911 George Howard Darwin 1912 Felix Klein 1913 Ray Lankester 1914 Joseph John Thomson 1915 Ivan Pàvlov 1916 James Dewar 1917 Emil Roux 1918 Hendrik Lorentz 1919 William Bayliss 1920 Horace Tabberer Brown 1921 Joseph Larmor 1922 Ernest Rutherford 1923 Horace Lamb 1924 E. Sharpey-Schafer 1925 Albert Einstein 1926 Frederick Hopkins 1927 Charles Sherrington 1928 Charles Parsons 1929 Max Planck 1930 William Bragg 1931 Arthur Schuster 1932 George Ellery Hale 1933 Theobald Smith 1934 John Scott Haldane 1935 Charles Thomson Rees Wilson 1936 Arthur Evans 1937 Henry Dale 1938 Niels Bohr 1939 Thomas Hunt Morgan 1940 Paul Langevin 1941 Thomas Lewis 1942 Robert Robinson 1943 Joseph Barcroft 1944 Geoffrey Taylor 1945 Oswald Theodore Avery 1946 Edgar Douglas Adrian 1947 G. H. Hardy 1948 Archibald Vivian Hill 1949 George Charles De Hevesy 1950 James Chadwick 1951 David Keilin 1952 Paul Dirac 1953 Albert Kluyver 1954 Edmund Whittaker 1955 Ronald Fisher 1956 Patrick Blackett 1957 Howard Florey 1958 John Edensor Littlewood 1959 Macfarlane Burnet 1960 Harold Jeffreys 1961 Hans Adolf Krebs 1962 Cyril Norman Hinshelwood 1963 Paul Fildes 1964 Sydney Chapman 1965 Alan Hodgkin 1966 William Lawrence Bragg 1967 Bernard Katz 1968 Tadeus Reichstein 1969 Peter Medawar 1970 Alexander Todd 1971 Norman Pirie 1972 Nevill Mott 1973 Andrew Huxley 1974 William Hodge 1975 Francis Crick 1976 Dorothy Crowfoot Hodgkin 1977 Frederick Sanger 1978 Robert B. Woodward 1979 Max Perutz 1980 Derek Harold Richard Barton 1981 Peter Dennis Mitchell 1982 John Cornforth 1983 Rodney Porter 1984 Subrahmanyan Chandrasekhar 1985 Aaron Klug 1986 Rudolph Peierls 1987 Robert Hill 1988 Sir Michael Atiyah 1989 César Milstein 1990 Abdus Salam 1991 Sydney Brenner 1992 George Porter 1993 James D. Watson 1994 Charles Frank 1995 Frank Fenner 1996 Alan Cottrell 1997 Hugh Huxley 1998 James Lighthill 1999 John Maynard Smith | 2000 Alan Battersby 2001 Jacques Miller 2002 John Pople 2003 John Gurdon 2004 Harold Kroto 2005 Sir Paul Nurse 2006 Stephen Hawking 2007 Robert May 2008 Roger Penrose 2009 Martin Evans 2010 David Cox i Tomas Lindahl 2011 Dan McKenzie 2012 John E. Walker 2013 Andre Geim 2014 Alec Jeffreys 2015 Peter Higgs 2016 Richard Henderson |